# 竹北六張犁林家祠
竹北六張犁林家祠是一座位於臺灣新竹縣竹北市六張犁的祠堂，該建築為林氏宗族的祠堂，目前已指定為新竹縣縣定古蹟。

## 沿革
竹北六家舊名為六張犁，其中林家祠的建立源於林家次聖公嘗的設立，乾隆十四年（1749年）林先坤及族人渡臺始墾，即由此六家地區為起點，並共同組織了林次聖嘗會。林家在1790年（乾隆五十五年）購買了第一塊位於六張犁的土地，作為次聖公的祭田使用。此後，該家族又陸續購買了六張犁庄、鹿場、枋寮、八張犁庄、九芎林等多塊土地。嘗會的收益用於每年農曆正月十五日先祖祭典的費用，用於獻豬羊祭品，安排人員集合到祠堂祝禱。
1882年（光緒8年），在薰公（林雲漢）倡建下，次聖公嘗會興建了祠堂，以林家於廣東潮州饒平的八世祖「次聖公」為名，稱為「次聖公廳」，並於1911年（明治44年）改建為現在的格局。堂上則奉祀太始祖比干公、林氏始祖堅公、閩林始祖祿公、九牧公、五十九公、六屋祖百一公、千六公暨一派宗支祿位，並更名為林家祠。
1951年，建築首次進行修繕，並在1981年因應建築物的創建百週年發起紀念行事，建造了圍牆和天井遮篷。1999年，由於縣治二期都市計劃的進行，六張犁聚落被劃定為竹北六家民俗公園用地進行了區域徵收工作。林家祠被徵收為新竹縣政府的財產，為了保留客家文化，聚落內的老舊建築全部保留下來，林家祠仍然作為祠堂使用。然而在祠堂徵收後，由於缺乏管理和維護，導致祠堂的損毀加速。
2004年，祠堂出現漏水和嚴重的白蟻侵害問題。經過新竹縣文化局向客家委員會爭取維護經費，隨即進行保護措施和局部屋頂拆卸工作，於2005年2月完成修復工程。2006年，新竹縣政府將林家祠指定為新竹縣的縣定古蹟。指定理由包括祠堂內供奉林姓列祖列宗的神像，同時也祭祀媽祖和義民爺，並且每年春秋兩季進行祭祀儀式。
目前該建築已納入至六張犁聚落內保留傳統建築，仍有林家後代祭祀或召開宗族會議使用，目前並未對外開放。

## 建築設計
林家祠為一堂二橫之格局，設有正身五開間、左右兩橫屋的祠堂，前埕原有一半月池塘，後因淤塞而填廢，建築主體座向座北朝南，面積共1158平方公尺，使用空間包括門屋、正身、 左右橫屋等空間，室外空間包含禾埕、天井及正身後面化胎部份。
其中，建築使用木、磚、構造等傳統木構造材，建築屋頂設置了水遮及泥塑剪紙裝飾，該裝飾由林其鑪操刀；剪粘則由林本立直接在林家祠前燒製並施作。部分木構建築經過修復改建為鋼筋混凝土結構。
建築外部有一座門樓，為典型的客家建築門屋，牆體採用斗子砌築，以花崗石為基座。平面呈矩形，兩側設有山牆。建築的左側橫屋稱為敦宗第，供奉媽祖神像；右側橫屋稱為雙桂軒，供奉義民爺神位，現在是林氏宗親會所的所在地。左右橫屋是磚造牆身，花崗石牆基座，前簷各挑出一簷，由簷梁壓在磚柱後面。正廳洗石子柱原為木柱，因木料腐朽、白蟻蛀蝕等因素於戰後初期整修改建。目前林家祠建築內仍保存留有細部構件，如木構、門扇彩繪及石作、磚作構件、附屬文物等。